# Trans-2-Octenal
trans-2-Octenal ist eine chemische Verbindung aus der Gruppe der Alkenale, also einem Aldehyd mit einer zusätzlichen C-C-Doppelbindung.

## Vorkommen
trans-2-Octenal kommt natürlich als wichtiger Aromastoff unter anderem in Pilzen und Lammfleisch, sowie in verschiedenen Früchten wie Melonen vor.

## Eigenschaften
trans-2-Octenal ist eine farblose Flüssigkeit mit grünem zitrusähnlichem Geruch.

## Verwendung
trans-2-Octenal wird zur Synthese anderer chemischer Verbindungen verwendet.